# 1945 na política

## Eventos
- Fundação do Tribunal Internacional de Justiça com sede em Haia.
- Cria-se a Missão Hidrográfica do Arquipélago de Cabo Verde, utilizando o mesmo pessoal e o mesmo navio da Missão Hidrográfica das Ilhas Adjacentes (Açores e Madeira), em diferentes épocas de trabalho, tendo prejudicado o andamento dos trabalhos nos Açores.

### Janeiro
- 17 de Janeiro - Segunda Guerra Mundial: União Soviética ocupa Varsóvia.

### Fevereiro
- 9 de Fevereiro - Segunda Guerra Mundial: Forças britânicas e canadianas atravessam a linha Siegfried e chegam ao Reno.
- 15 de Fevereiro - Segunda Guerra Mundial: O exército soviético dirige-se para Danzigue, cercando Breslau.
- 16 de Fevereiro - Segunda Guerra Mundial: Tropas norte-americanas desembarcam em Iwo Jima dando início à batalha de Iwo Jima.
- 20 de Fevereiro
  - Segunda Guerra Mundial: Aviões dos aliados (EUA e Inglaterra) bombardeiam Dresden com bombas incendiárias. Estima-se que tenham causado mais de 25.000-60.000 vítimas.
  - Criado o Exército Popular da Coréia.
- 27 de Fevereiro - Segunda Guerra Mundial: Os Fuzileiros dos EUA ocupam a segunda base aérea de Iwo Jima.

### Março
- 22 de Março - Fundação da Liga Árabe.
- 26 de Março - Segunda Guerra Mundial: Os aliados capturam Iwo Jima pondo um final à batalha de Iwo Jima.

### Abril
- 1 de Abril - Segunda Guerra Mundial: Tropas dos Estados Unidos da América desembarcam em  Okinawa, na batalha de Okinawa.
- 7 de Abril - Segunda Guerra Mundial: A marinha Imperial Japonesa executa a Operação Ten-Go.
- 15 de Abril - Libertação do campo de concentração de Bergen-Belsen por tropas britânicas.
- 16 de abril - Segunda Guerra Mundial: Soldados soviéticos chegam à Capital Alemã (Berlim) e começam a "Batalha por Berlim" com aproximadamente 1 milhão de soldados.
- 19 de Abril - Ludwig Ruckdeschel (político) assume o posto de Gauleiter, sucedendo Fritz Wachtler que foi assassinado a ordem pessoal de Adolf Hitler.
- 20 de abril - Segunda Guerra Mundial: No dia de seu aniversário, Hitler faz um vídeo de propaganda onde ele cumprimenta jovens (em sua maioria crianças) da juventude hitleriana que estavam ajudando a combater os soviéticos.
- 22 de Abril - Segunda Guerra Mundial: Hitler sofre de um colapso nervoso enquanto os soviéticos lançam um ataque maciço sobre a cidade de Berlim.
- 22 de Abril - Os pilotos do 1º Grupo de Aviação de Caça da Força Aérea Brasileira, o Senta Pua, ao final deste dia tinham realizado 44 missões individuais, tendo recebido elogios das mais altas autoridades da Força Aérea Americana. Desde então, esta data passou a ser comemorada como o Dia da Aviação de Caça no Brasil.
- 25 de Abril
  - Segunda Guerra Mundial: Os exércitos americano e soviético encontram-se nas margens do Rio Elba
  - Primeira conferência preparatória para a fundação da ONU em San Francisco, com a representação de 50 nações.
- 29 de Abril - O ditador austríaco Adolf Hitler casa-se com sua amante, Eva Braun.
  - Segunda Guerra Mundial: A 48° Divisão Alemã, se rende a FEB

### Maio
- 7 de Maio - Segunda Guerra Mundial: A Alemanha se rende aos Aliados, encerrando sua participação na guerra.
- 8 de Maio - Celebração do Dia da Victória na Europa entre a maior parte dos Aliados.
- 9 de Maio - Celebração do Dia da Victória na Europa nos países da ex-URSS.

### Junho
- 21 de Junho - Segunda Guerra Mundial: Fim da batalha de Okinawa.

### Julho
- 16 de Julho – Teste da primeira Bomba Atómica durante o Projecto Manhattan, tendo recebido o nome de código Trinity.

### Agosto
- 6 de Agosto às 08h16 - Segunda Guerra Mundial: bomba atômica é lançada pelos EUA na cidade japonesa de Hiroshima, matando 80.000 pessoas.
- 9 de Agosto às 11h02 - Segunda Guerra Mundial: bomba atômica é lançada pelos EUA na cidade japonesa de Nagasaki, matando 73.884 e ferindo 74.909 pessoas.
- 15 de Agosto - Segunda Guerra Mundial: O Japão se rende aos Aliados, conhecido como Dia V-J.
- 17 de Agosto - Declarada Independência da Indonésia mas só é reconhecida em 27 de Dezembro de 1949

### Setembro
2 de Setembro - As potencias aliadas derrotaram as potencias  do eixo Alemanha, Japão e Itália, declarando o fim da Segunda Guerra Mundial.

### Outubro
- 8 de Outubro - Formação do Movimento de Unidade Democrática, de oposição ao regime salazarista.
- 12 de Outubro - Segunda Guerra Mundial: As forças aliadas ordenam a extinção do partido nazi Nacional-socialista.
- 24 de outubro - fundação  oficial da Organização das Nações Unidas em São Francisco.
- 25 de Outubro
  - Japão entrega Taiwan à República da China.
  - Lançamento à água do submarino britânico HMS Aeneas.

### Dezembro
- 2 de dezembro - Realização no Brasil de eleições para Presidente da República, Conselho Federal e Câmara dos Deputados.
- 5 de Dezembro - Desaparecem os cinco aviões militares estadunidenses do chamado Vôo 19 no Triângulo das Bermudas.

## Nascimentos
| Data            | Nome                      | Profissão                                                 | Nacionalidade | Observações | Ref   |
| --------------- | ------------------------- | --------------------------------------------------------- | ------------- | ----------- | ----- |
| 2 de janeiro    | Awad Hamed al-Bandar      | juiz-chefe iraquiano, sob a presidência de Saddam Hussein |               | m. 2007     |       |
| 12 de fevereiro | Luiz Carlos Alborghetti   | jornalista policial, radialista, político                 | Brasil        | m. 2009     | [ 1 ] |
| 18 de março     | Marta Suplicy             | política, psicóloga e apresentadora de televisão          | Brasil        |             |       |
| 4 de abril      | Jesús María Posada Moreno | político                                                  | Espanha       |             |       |
| 6 de maio       | João Capiberibe           | político                                                  | Brasil        |             |       |
| 23 de maio      | José Agripino Maia        | político                                                  | Brasil        |             |       |
| 27 de maio      | José Carlos Rodrigues     | deputado constituinte, eleito pela região da Madeira      | Portugal      |             |       |
| 7 de junho      | Wolfgang Schüssel         | chanceler da Áustria                                      | Áustria       |             |       |
| 18 de junho     | César Maia                | político                                                  | Brasil        |             |       |
| 27 de outubro   | Luiz Inácio Lula da Silva | 35º e 39º Presidente do Brasil                            | Brasil        |             |       |
| 11 de novembro  | Daniel Ortega             | político e presidente da Nicarágua                        | Nicarágua     |             |       |
| 5 de dezembro   | Moshe Katsav              | presidente de Israel de 2000 a 2007                       | Irão          |             |       |

## Mortes
| Data            | Nome                        | Profissão                                                                                | Nacionalidade    | Observações | Ref   |
| --------------- | --------------------------- | ---------------------------------------------------------------------------------------- | ---------------- | ----------- | ----- |
| 5 de janeiro    | Julius Leber                | político                                                                                 | Alemanha         | n. 1891     |       |
| 23 de fevereiro | José María Moncada          | presidente da Nicarágua de 1929 a 1933                                                   | Nicarágua        | n. 1870     |       |
| 20 de março     | Maria Lacerda de Moura      | anarquista e feminista                                                                   | Brasil           | n. 1887     |       |
| 22 de março     | Tadamichi Kuribayashi       | Tenente-General, comandante da defesa Japonesa em Iwo Jima durante a batalha de Iwo Jima | Japão            | n. 1891     |       |
| 9 de abril      | Wilhelm Canaris             | almirante e chefe da Abwehr durante 1935-1944                                            | Alemanha         | n. 1887     |       |
| 12 de abril     | Franklin Delano Roosevelt   | presidente dos Estados Unidos de 1933 a 1945                                             | Estados Unidos   | n. 1882     |       |
| 28 de abril     | Benito Mussolini            | jornalista, político e ditador (executado)                                               | Itália           | n. 1883     |       |
| 1 de maio       | Joseph Goebbels             | ministro da propaganda do regime nazi                                                    | Reino da Prússia | n. 1897     |       |
| 23 de maio      | Heinrich Himmler            | oficial alemão e comandante da SS durante a Segunda Guerra Mundial                       | Império Alemão   | n. 1900     |       |
| 16 de junho     | Nils Edén                   | político, primeiro-ministro da Suécia de 1917 a 1920                                     | Suécia           | n. 1871     |       |
| 18 de junho     | Simon Bolivar Buckner, Jr.  | general dos EUA durante a Segunda Guerra Mundial                                         | Estados Unidos   | n. 1886     |       |
| 22 de junho     | Mitsuru Ushijima            | general Japonês e comandante durante a batalha de Okinawa                                | Japão            | n. 1887     |       |
| 16 de agosto    | Takijiro Onishi             | foi um almirante japonês conhecido como o pai da ideologia kamikaze                      | Japão            | n. 1891     |       |
| 20 de setembro  | Augusto Fragoso             | 16º Presidente do Brasil                                                                 | Brasil           | n. 1869     |       |
| 19 de outubro   | Plutarco Elías Calles       | presidente do México de 1924 a 1928                                                      | México           | n. 1877     |       |
| 21 de dezembro  | George S. Patton            | general                                                                                  | Estados Unidos   | n. 1885     |       |
| ??              | Richard Cyril Byrne Hacking | general inglês que combateu na Primeira Guerra Mundial                                   | Reino Unido      | n. 1862     | [ 2 ] |
| ??              | Konoe Fumimaro              | político                                                                                 | Japão            | n. 1891     |       |